# Jahangir Razmi
Jahangir Razmi (en persa:رزمی جهانگیر)(Arak, Irán, 16 de diciembre de 1947) es un fotógrafo y escritor iraní, quién fue galardonado en 1980 con el Premio Pulitzer, en la categoríaFotografías de Noticias de Última Hora. Su fotografía, Escuadrón de fusilamiento en Irán, fue tomada el 27 de agosto de 1979 y fue publicado de forma anónima en el periódico Ettela'at,el diario más antiguo en circulación deIrán. Días después, apareció en las portadas de diversos periódicos de todo el mundo. Fue la única fotografía anónima en obtener el Premio Pulitzer en sus 90 años de historia, que permanecerá hasta 2006, cuando se reveló que Razmi fue el autor de la fotografía.

## Primeros años
Razmi nació y fue criado enArak, Irán, en el seno de un empleado militar y una dueña del hogar. Interesado en la fotografía desde muy temprana edad, pasaba gran parte de su tiempo en una tienda local de desarrollo de películas fotográficas, y retratos de disparos. Compró su propia cámara a los 12 años, y a instancias de un periodista local, comenzó su carrera de fotoperiodismo, fotografiando la escena de un crimen. Consiguió trabajo en una pequela tienda de fotos después de la muerte de su padre, e ingresó posteriormente al ejército. Fue contratado por Ettela'aten 1973, y rápidamente obtuvo la reputación de ser hábil y valiente. Razmi hizo una crónica ante el cambio de poder en 1979, cuando la revolución iraníprovocó que elSahMohammad Reza Pahleví huyera del país y permitiera que elAyatolá Khomeiniascendiera al poder. Durante agosto de 1979, cientos de personas que estuvieron vinculadas con el gobierno anterior, y Khomeini había comenzado a enviar militares iraníes aKurdistán para impedir una revuelta. Razmi y Khalil Bahrami, periodista delEttela'at, acudieron a la región.

## Escuadrón de fusilamiento en Irán
El 27 de agosto de 1979, Bahrami supo que un conocido juez iba a enjuiciar al grupo de militares kurdos para el día siguiente, en el aeropuesto deSanandaj. Tras un juicio de solo 30 minutos, 11 prisioneros fueron declarados culpables por los delitos de tráfico de armas, homicidio, e incitación a disturbios, y fueron condenados a muerte. A los condenados se les vendaron los ojos y fueron trasladados a las afueras del aeropuerto, donde se alinearon a varios metros de distancia de sus verdugos. Razmi no fue detenido por las fuerzas de seguridad, lo que le permitió estar al fondo a la derecha de los verdugos, y fotografiar a los ejecutados.
Razmi entregó sus dos rollos de película a las oficinas delEttela'at, y el editor jefe Mohammed Heydari decidió rápidamente usar una de las fotografías de Razmi—la que se ve el instante en el que algunos de los verdugos dispararon, mientras que otros no lo hicieron—y además decidieron publicarlo anónimamente para proteger al fotógrafo ante posibles represalias por parte del gobierno. Rápidamente,United Press International(UPI)ordenó una copia de la imagen y lo envió a sus agencias alrededor del mundo, onuevamente, sin mencionar el nombre del autor. El 29 de agosto, diarios como elThe New York Times y The Daily Telegraphutilizaron la imagen, dendóle el crédito alUPI.
La imagen continuó recibiendo atención internacional, y el UPI fue nominado para el Premio Pulitzer. Sin conocer el nombre del autor, pero habiendólo recibido el UPI, el editor jefe Larry DeSantis entregó la imagen al comité de los Premios Pulitzer, acreditando a un fotógrafo anónimo del UPI. Posteriormente, el 14 de abril de1980, se convirtió en la única foto anónima en ganar el Premio Pulitzer.

## Últimos años
En los años siguientes, Razmi continuó su trabajo de fotografía, cubriendo laGuerra Irán-Irak.Cansado de la guerra, dejó su trabajo en Ettela'aten 1987 y abrió un estudio de fotografía. En 1997, fue contratado como el primer "Fotógrafo Oficial del Presidente y su Gabinete" bajo el nuevo gobierno deMohammad Jatamí.
En 2006, fue contactado por el Wall Street Journal y por primera vez reveló que era el fotógrafo de la célebre imagen. Nunca antes había optado por acreditarse la imagen incendiaria por temor a represalias, pero, considerando que ya había pasado mucho tiempo de ello, decidió adjudicarse el crédito de la fotografía con decepción, tran no haberlo hecho antes.